# ГЭС (Нейский район)
ГЭС — посёлок в Нейском муниципальном округе Костромской области.

## География
Находится в центральной части Костромской области на расстоянии менее 1 км на юг от южной окраины города Нея, административного центра округа на правом берегу реки Нея.

## История
Основан при строительстве Нейской ГЭС в начале 1960-х годов. Эта миниГЭС вошла в состав районного энергетического управления в 1963 году. Позднее ГЭС была демонтирована, оставалась какое-то время плотина, регулирующая сток реки Нея. В связи с ликвидацией ГЭС посёлок практически исчез. До 2021 года входил в состав Коткишевского сельского поселения до его упразднения.

## Население
Постоянное население составляло 2 человека в 2002 году (русские 94 %), 1 в 2022.